# Casa del Bell-mirall
La Casa del Bell-mirall és un edifici del municipi de Girona que forma part de l'Inventari del Patrimoni Arquitectònic de Catalunya.

## Descripció
És un edifici de planta baixa i un pis, amb accés des del carrer Bell Mirall per una porta semi dovellada de pedres polides amb escut d'un colom amb data 1454. Damunt ell hi ha una finestra d'arc conopial tapiada. La resta de la façana només té unes finestres alineades a nivell del primer pis, que clouen en un pont d'arc carpanell sobre el carrer de l'Escola Pia i que s'adjunta a l'antic edifici dels Maristes, i abans el convent de les Esclaves.
Per la façana posterior s'uneix al de les Esclaves, formant una façana sense interès, fora del porxo d'arcs de punt rodó amb terrassa a llur damunt. Dins hi ha restes de la torre quadrada superior del castell dels Recasens, on la bassa és de carreus de marès romans. L'interior és interessant en algunes de les seves sales.

## Història
Hi ha dades documentals des de l'any 1193. Antigament se separava del convent de les Esclaves per una paret i horts. El 1319 pertanyia al canonge Arnau de Monrodon. El 1604 hi vivia en Benet de Cartellà. Més tard fou d'en Miquel d'Agullana, abat de Sant Joan de les Abadesses, que hi feu reformes interiors.
La casa dona nom al carrer, ja que s'anomenava casa del Bell-Mirall, per la bona visió que es tenia des d'ella. El 1604 hi hagué una controvèrsia contra la casa veïna perquè no aixequés les parets i tragués les vistes a la casa.
Del 1875 al 1936 el canonge Salvador Quintana hi establí el col·legi de la Sagrada família per a seminaristes pobres. Del 1936 al 1943 fou la Seu del seminari. Més tard el bisbe Cartañà la convertí en Arxiu Diocesà.